# Байкошкарова, Гайникамал Мукановна
Гайникамал Мукановна Байкошкарова (род. 8 февраля 1943, Семипалатинск, Казахская ССР) — советская и казахская актриса кино и театра. Заслуженный деятель Казахстана (2011). Кавалер ордена «Курмет» (2003).

## Биография
Родилась в городе Семей Восточно-Казахстанской области.
В 1965—1969 гг. поступила в Алматинскую Государственную консерваторию, окончила театральное отделение, по специальности актер театра и кино.
С 1969 по 1974 гг работала в Казахский государственный академический театр для детей и юношества имени Г. Мусрепова.
С 1974 года актриса Казахский государственный академический театр драмы имени М. О. Ауэзова.
Сыграла более 80 ролей в постановках музыкально- комедийного жанра, фарса, психологической драмы и трагедии, показав широкий диапазон жанровых возможностей.

## Роли на сцене
- Из национальной классики и мировой драматургии: Карагоз в трагедии «Карагоз», Коклан в «Кара кипчак Кобланды», Шолпан в «Айман-Шолпан», Каныкей и Текти в трагедии «Абай» М.Ауэзова, Уркия в «Акбілек», Шекер в «Тоска по любви» Ж.Аймауытова, Меруерт в «Сабатажже!!!» по рассказам Б.Майлина, Мадлена Бежар в «Кабала Святош» М.Булгакова, Мадам де Сотанвиль в комедии «Одураченный муж» Мольера, Магдалена в спектакле «Дом Бернарды Альбы» Г.Лорки, Актриса в произведении Пиранделло «Падчерица», Лидия в «Мадемуазель Нитуш» Ф.Эрве, Мадина в «Кара жаяу» М.Карима, Башарон и Бостон в «Бунте невесток» узбекского драматурга С.Ахмада, Гүлжамал в «Белом пароходе» Ч.Айтматова, Полина Андреевна в «Чайке» А.Чехова, мать Грегора в «Превращении» Ф.Кафки, фрау Линне в «Кукольном доме» Г.Ибсена, Повитуха в «Лавине» турецкого драматурга Т.Жуженоглы и др.
- Из современной казахской драматургии: Кунсулу в комедии «Ох, уж эти девушки!» К.Шангытбаева и К.Байсеитова, Майканова в спектакле «Меня зовут Кожа» Б.Сокпакбаева, Алмагуль в «Восхождении на Фудзияму» К.Мухамеджанова и Ч.Айтматова, Фатима ханым, Айганша в «Махамбете» Н.Абуталиева, Гаухар в «Старшей сестре» Д.Исабекова, Самал в драме «Печаль матери» Б.Римовой, Рита в «Сокращении штатов» А.Сулейменова, Ирма в «Өмірзая» Б.Мукая, Капиза в «Жертва» К.Ыскака, Анар в спектакле «Тоска и призрак» С.Балғабаева, Есуй в «Чингизхане» Иран-Гайыпа, Мать в «Прерванная колыбель» Е.Аманшаева, Сары апа в комедии «Смеяться или плакать?» Е.Жуасбека, женщина в спектакле «Ночь при свечах» Н. Оразалина(реж. Н. Жакыпбай) и много других ролей.

## Кино роли
- Она снялась в 15 художественных фильмах, все созданные ею образы разнопланового характера. Среди фильмов, в которых актриса снялась нужно отметить фильм режиссера К.Абенова «Аллажар», посвященный декабрьским событиям 1986 года, «Господа офицеры», «Ауылым Көктөбенің бөктерінде», «Күнә», «Шуга», «Астана — любовь моя», «Братья» и мн. др

## Награды
- 2001 — Медаль «10 лет независимости Республики Казахстан»
- 2003 — Орден Курмет из рук президента РК[1]
- 2005 — Лауреат Государственный стипендии литературы и искусства Казахстана[2]
- 2006 — Лауреат Государственный стипендии литературы и искусства РК[3]
- 2011 — Медаль «20 лет независимости Республики Казахстан»
- 2011 — Заслуженный деятель Казахстана
- 2016 — Медаль «25 лет независимости Республики Казахстан»